# Kia Cadenza
Kia Cadenza (hay còn được biết đến ở Hàn Quốc là Kia K7) là một phiên bản xe sedan sản xuất bởi Kia. Nó được ra mắt vào năm 2010 để thay thế phiên bản Kia Opirus / Amanti.
Tính đến tháng 1 năm 2014, phiên bản đã được bán ở Hàn Quốc, Hoa Kỳ, Canada, Trung Quốc, Colombia, Brazil, Chile và Trung Đông.

## Thế hệ đầu tiên (VG; 2009)

### Thư viện ảnh

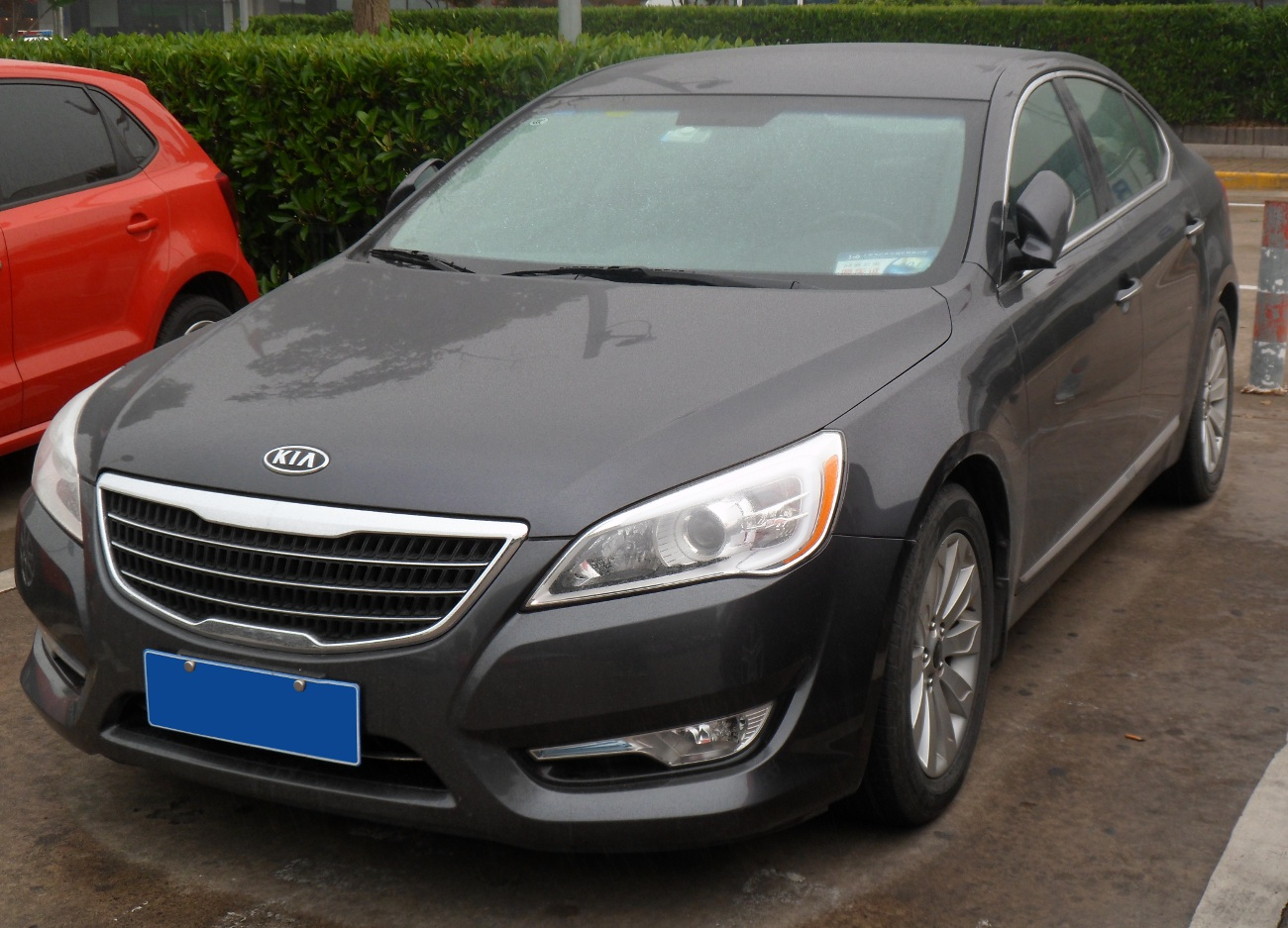
Kia Cadenza ở Trung Quốc
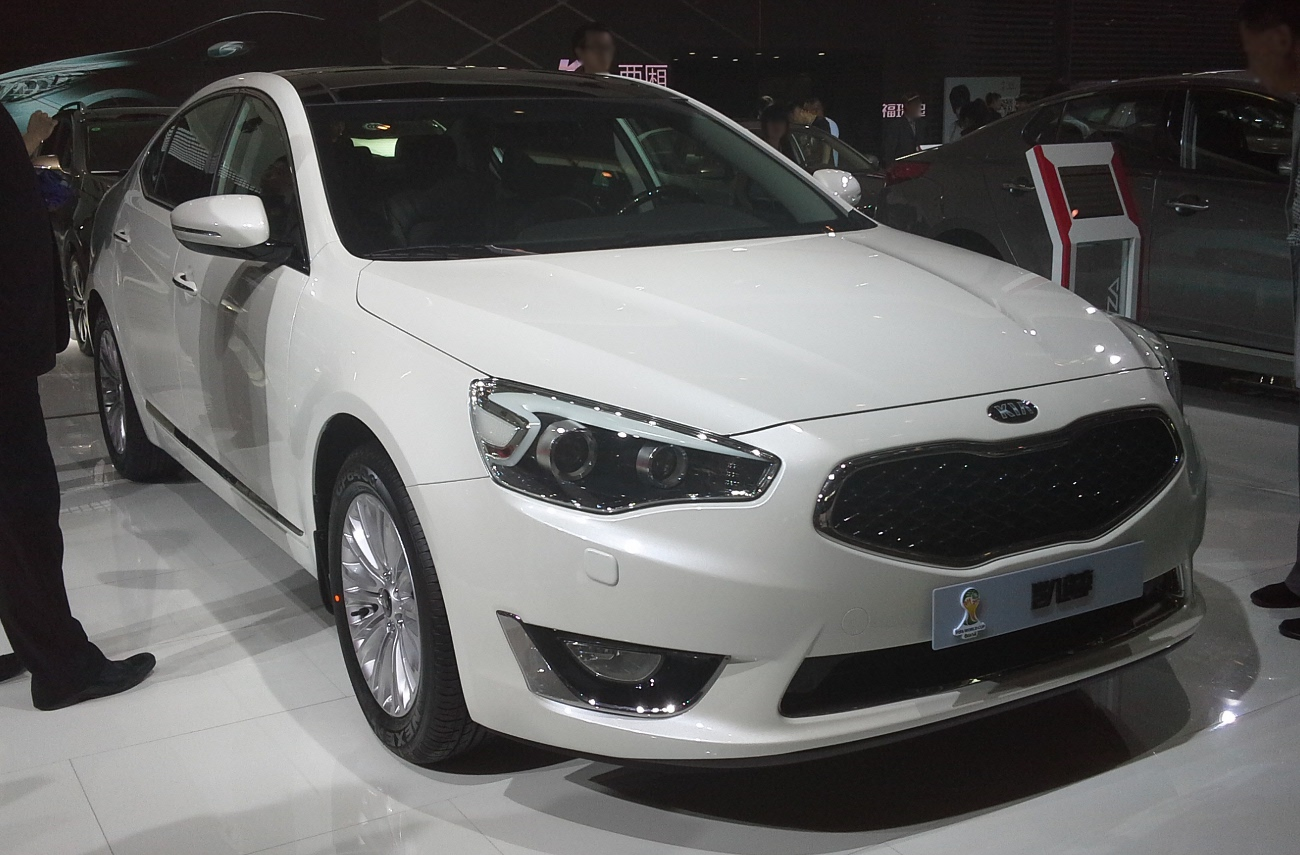
Kia Cadenza facelift
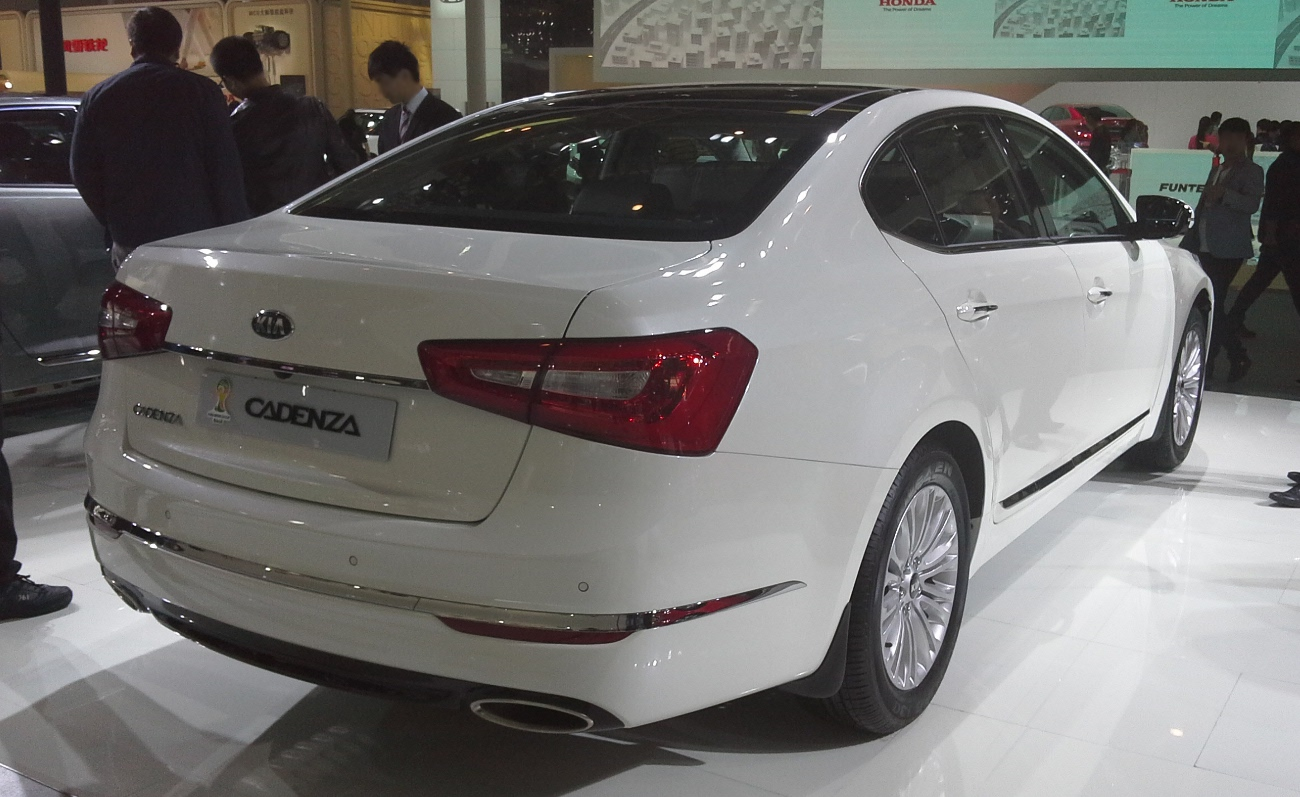
Kia Cadenza facelift
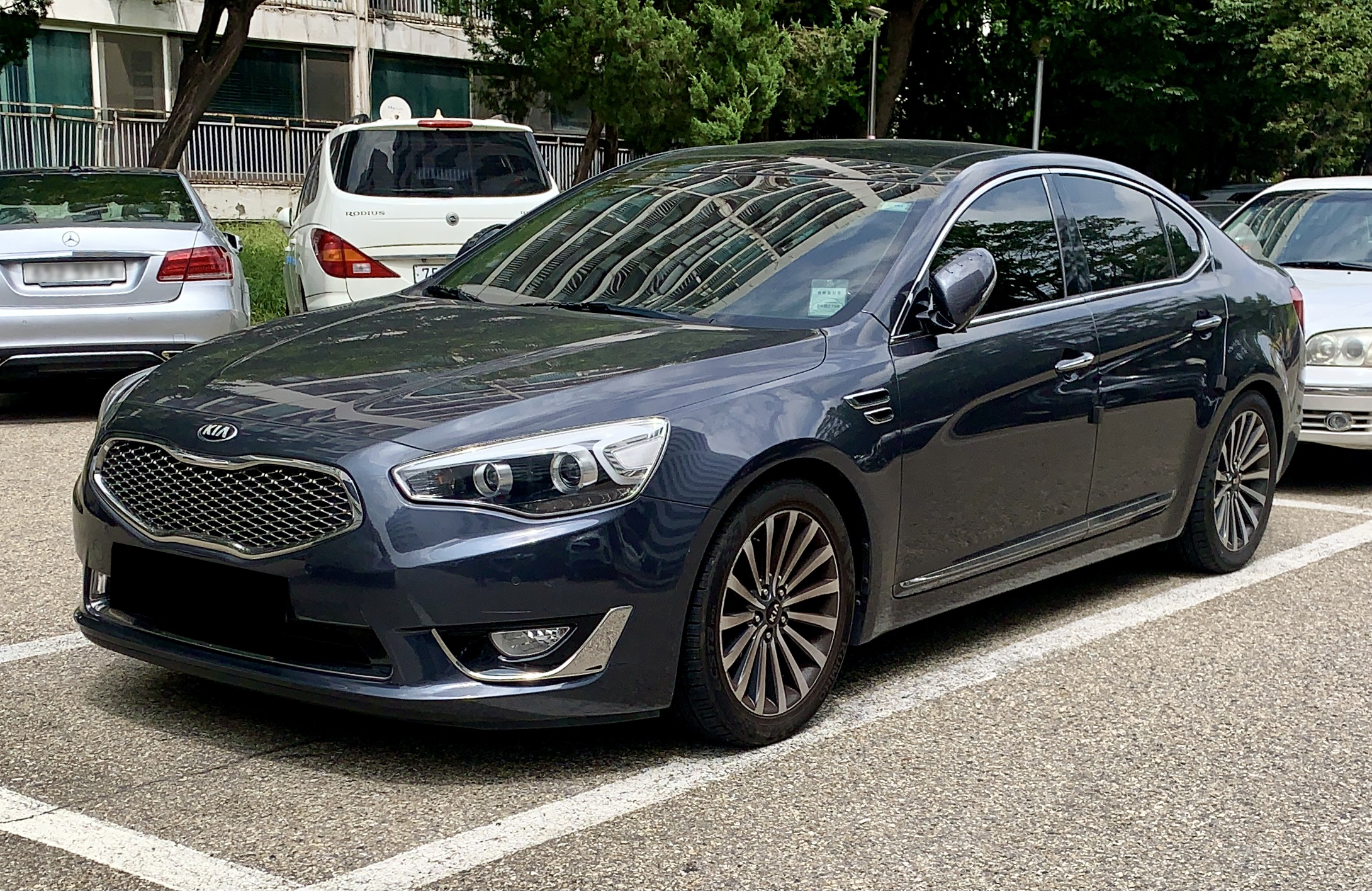
Kia K7 facelift
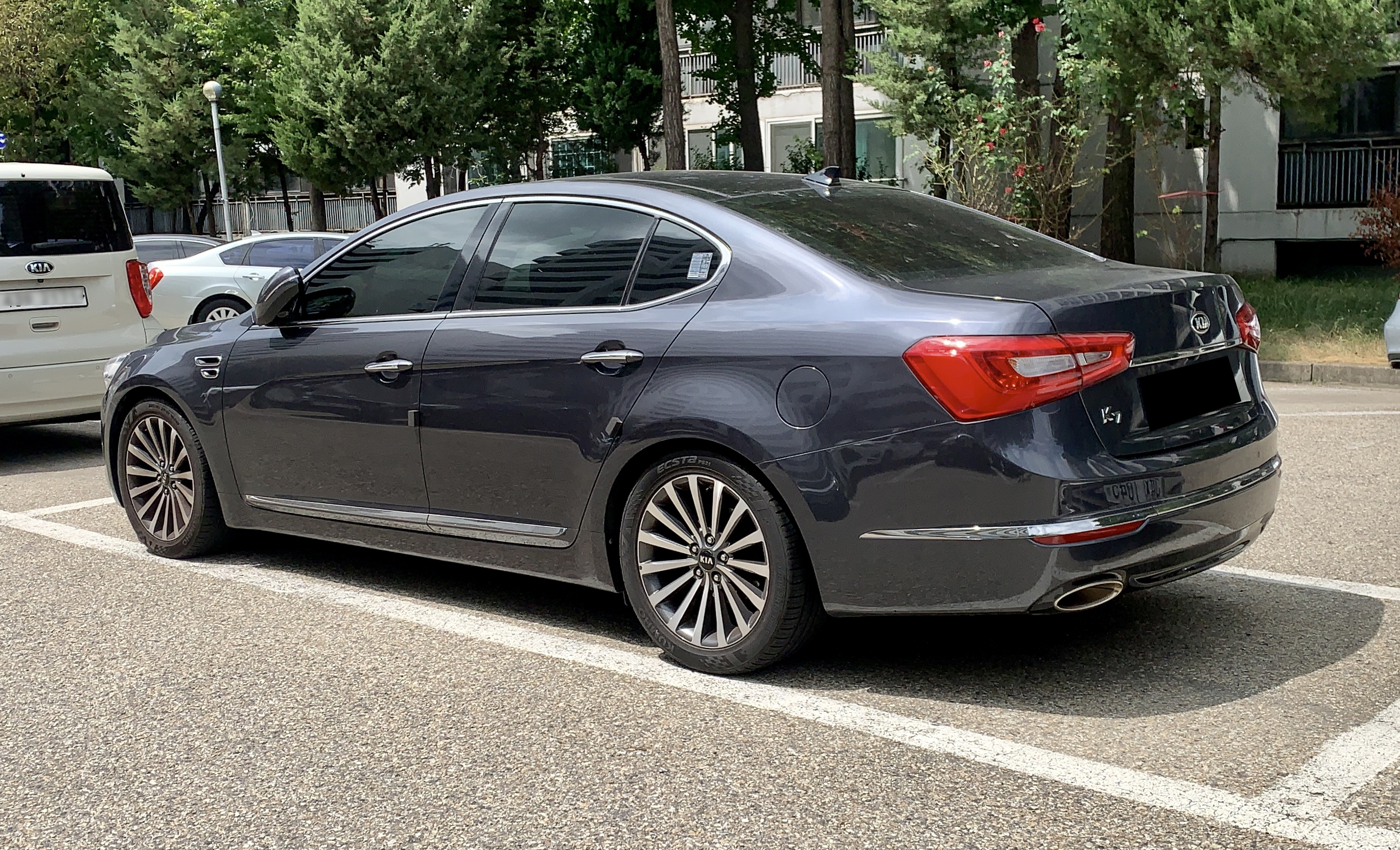
Kia K7 facelift

## Thế hệ thứ hai (YG; 2016)

### An toàn
Cadenza đã nhận được xếp hạng "Lựa chọn an toàn hàng đầu +" từ Viện Bảo hiểm An toàn Xa lộ (IIHS):
| Thử nghiệm                 | Xếp hạng              |
| Tổng thể:                  |                       |
| Mặt trước gối lên ít       | Tốt                   |
| Mặt trước gối lên vừa phải | Tốt                   |
| Mặt bên                    | Tốt                   |
| Độ bền của mái             | Tốt                   |
| Bệ tựa đầu & ghế ngồi      | Tốt                   |
| Ngăn chặn sự cố phía trước | Cao cấp               |
| Đèn pha                    | Có thể chấp nhận được |
| Neo ghế trẻ em dễ sử dụng  | Sát nút giới hạn      |

### Thư viện ảnh

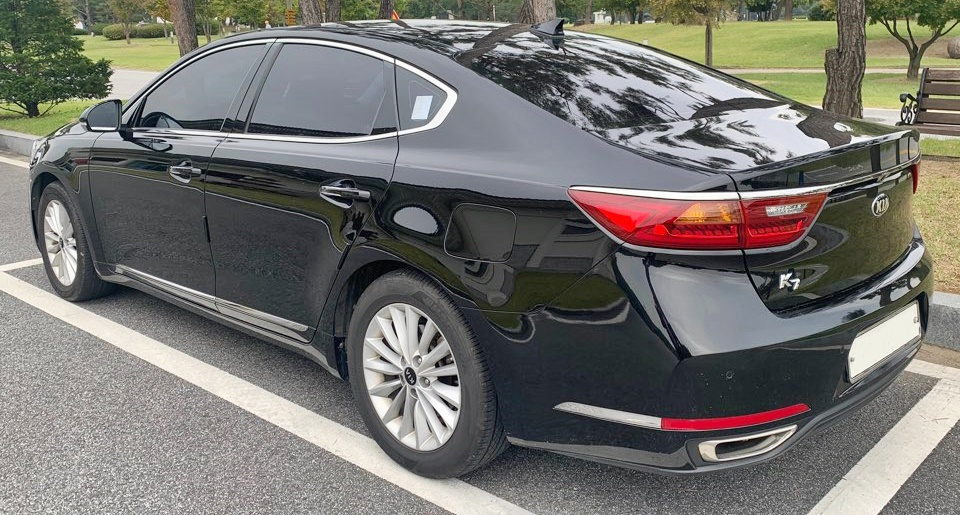
Mặt sau
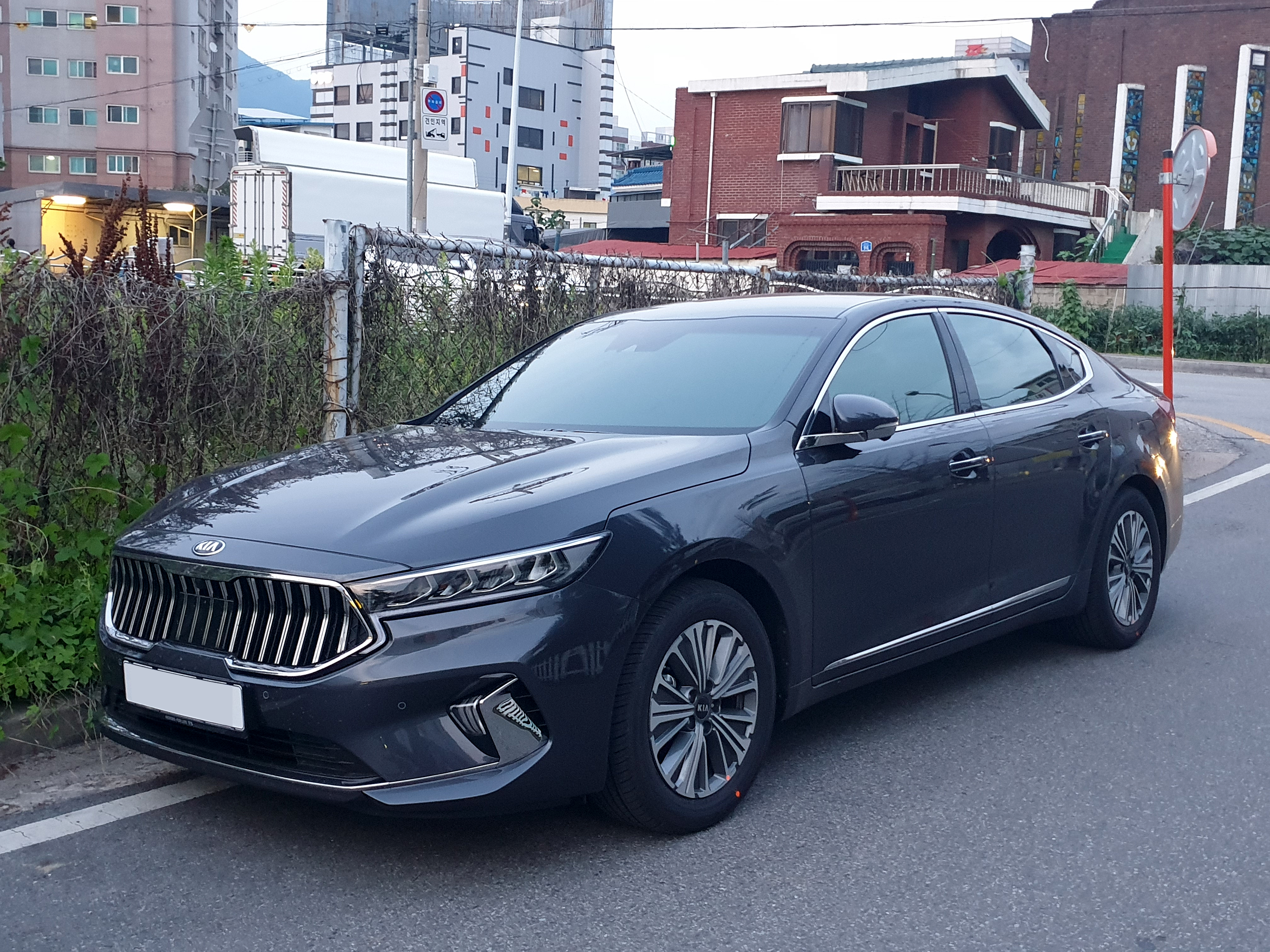
Mặt trước K7 facelift
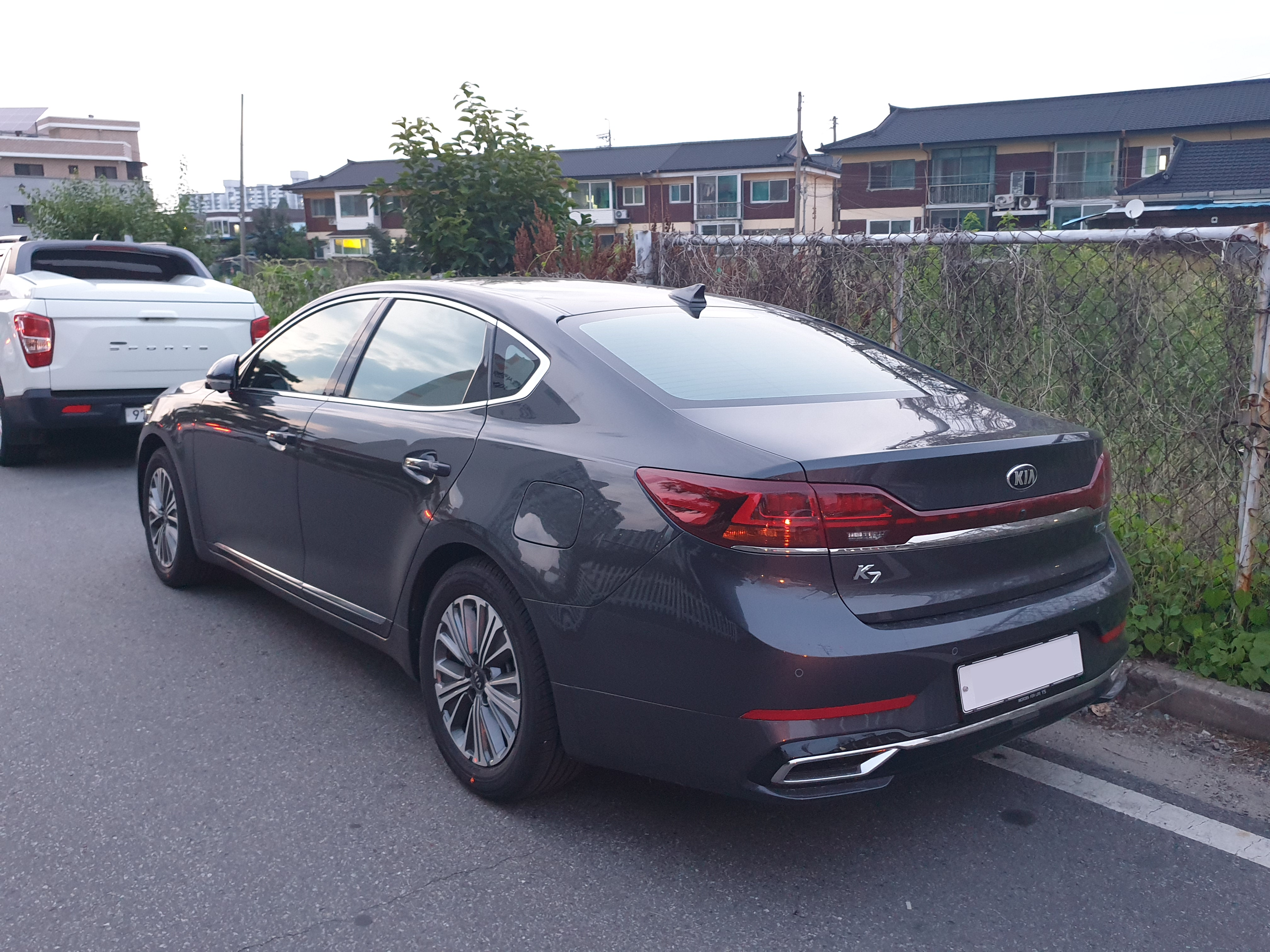
Mặt sau K7 facelift

## Doanh số bán hàng
| Năm  | Hàn Quốc | Hoa Kỳ |
| ---- | -------- | ------ |
| 2010 | 42,544   | —      |
| 2011 | 23,708   | —      |
| 2012 | 20,169   | —      |
| 2013 | 25,330   | 8,626  |
| 2014 | 22,453   | 9,267  |
| 2015 | 20,805   | 7,343  |
| 2016 | 56,060   | 4,738  |
| 2017 | 46,578   | 7,249  |
| 2018 | 40,978   | 4,507  |
| 2019 | 55,839   | 1,630  |
| 2020 | 41,048   | 1,265  |